# Françoise Charlotte d'Aubigné
Françoise Charlotte d'Aubigné, född 1684, död 1739, var en fransk aristokrat. Hon är främst känd som fosterdotter till sin faster Madame de Maintenon.

## Biografi
Françoise Charlotte d'Aubigné var dotter till Charles d'Aubigné och Geneviève Piètre. Hennes fattiga föräldrar överlät vårdnaden för henne på hennes faster, kungens morganatiska maka Madame de Maintenon. Hon fördes till hovet och fick växa upp där, och gjordes till arvinge av sin fasters privatförmögenhet och slott Maintenon. Som Madame de Maintenons fosterdotter nämns hon i det samtida franska hovets memoarer.
Françoise Charlotte d'Aubigné gifte sig 1698 med hertig Adrien Maurice de Noailles och blev mor till Amable-Gabrielle de Villars, Louis de Noailles och Philippe de Noailles. Äktenskapet hade arrangerats av hennes faster.